# Двойная герменевтика
Двойная герменевтика — теория, изложенная британским социологом Энтони Гидденсом. Описывает двухуровневую интерпретативую и диалектическую взаимосвязь между социальным научным знанием и человеческой деятельностью: социологические понятия формируются учеными, затем внедряются в повседневную жизнь и изменят образ мыслей людей. Поскольку социальные акторы способны к рефлексии и склонны следить за текущими событиями и структурными условиями, они адаптируют своё поведение в соответствии с меняющимися представлениями о социальной жизни. В результате знания наук об обществе оказывают влияние на деятельность человека.
Гидденс утверждает, что есть существенное различие между естественными и социальными науками. В естественных науках учёный пытается понять и теоретически обосновать то, как устроен окружающий мир. Процесс понимания является односторонним, так как в процессе изучения минералов или химических элементов их отношение к исследователю и понимание его действий не изменяются. Гидденс называет это "одинарной герменевтикой" (термин "герменевтика" обозначает интерпретацию или понимание). Процесс интерпретации в социальных науках, напротив, связан с "двойной герменевтикой". Различные социальные науки, в частности, социология, изучают людей и общество, используя разные методы. Но они не просто изучает поведение и поступки людей, они также изучают понимание людьми окружающей действительности и то, как это понимание влияет на их деятельность. Так как люди могут мыслить, делать выбор и использовать новую информацию, чтобы менять своё поведение и социальные практики, они также могут использовать знания и понимание социальных наук для того, чтобы вносить изменения в свои действия.
Таким образом, общественный порядок по Гидденсу есть результат некоторых запланированных социальных действий, а не результат механической эволюции. В «Новых правилах социологического метода» Гидденс писал, что:
1. Социология не данная априори вселенная объектов, а вселенная, создаваемая активными действиями субъектов.
2. Производство и воспроизводство общества, таким образом, должно рассматриваться в качестве квалифицированного поведения со стороны его членов.
3. Сфера деятельности человека ограничена. Люди создают общество, но в качестве исторически ограниченных субъектов, а не по их собственному выбору.
4. Структуры должны рассматриваться не только как ограничения на человеческого поведения, но как инструменты его реализации.
5. Процессы структурирования включают взаимодействие смыслов, норм и власти.
6. Социолог не может рассматривать жизнь общества и в качестве независимого "явления", не используя собственные субъективные знания ней, поэтому для него она - "объект расследования". Он всегда конструирует «объект исследования».
7. Погружение в социальную жизнь является необходимым и единственным способом для наблюдателя произвести такое конструирование.
8. Социологические концепции, следовательно, подчиняются правилам «двойной герменевтики».
9. В целом, основными задачами социологического анализа являются: 1) герменевтическое объяснение и объединение различных форм социальной жизни в рамках описательных метаязыков социальной науки; 2) объяснение производства и воспроизводства общества как результата социального действия.